# کاوانه‌هون
کاوانه‌هون (به لاتین: Kawanehon) یک منطقهٔ مسکونی در ژاپن است که در Haibara District واقع شده‌است. کاوانه‌هون ۴۹۶٫۸۸ کیلومترمربع مساحت و ۷٬۱۱۴ نفر جمعیت دارد.